# علا علی مهاوی
علا علی مهاوی (عربی: علاء مهاوي؛ زادهٔ ۳ ژوئن ۱۹۹۶) یک بازیکن فوتبال اهل عراق است.
از باشگاه‌هایی که در آن بازی کرده‌است می‌توان به الزورا اشاره کرد.
وی همچنین در تیم‌های ملی فوتبال زیر ۱۷ سال عراق زیر ۲۰ سال عراق زیر ۲۳ سال عراق تیم ملی فوتبال عراق بازی کرده است.